# Храм Иова Многострадального (Ургенч)
Храм И́ова Многострада́льного — действующий православный храм Ташкентской и Узбекистанской епархии Среднеазиатского митрополичьего округа Русской православной церкви, расположенный в городе Ургенч. Узбекистан.

## История
В 1950-х годах в городе появилась церковная община во главе со священником, так как русское поселение, давно образовавшееся в Ургенче, ощутило потребность в собственной церковной организации.
В 1990 году в храм был назначен священником Вячеслав Чеченов, настоятель Никольского храма (город Каган), потом в храме служил Леонид Козин, настоятель храма преподобного Сергия Радонежского (Навои).
С начала 2000-х и до 2007 года в храме служил священник Сергий Заворотнев, настоятель Храм Николая Чудотворца (Каган).
С 2007 года — иеромонах Нектарий (Блинов).
В 2008 году был заложен первый камень в основание нового храма.
В 2012 году настоятелем храма был назначен священник Марк Матизов.
В 2014 году храм был построен и сейчас идет отделка внутренних помещений. Около храма ведутся благоустроительные работы.
Престольный праздник: 19 мая

## Фото

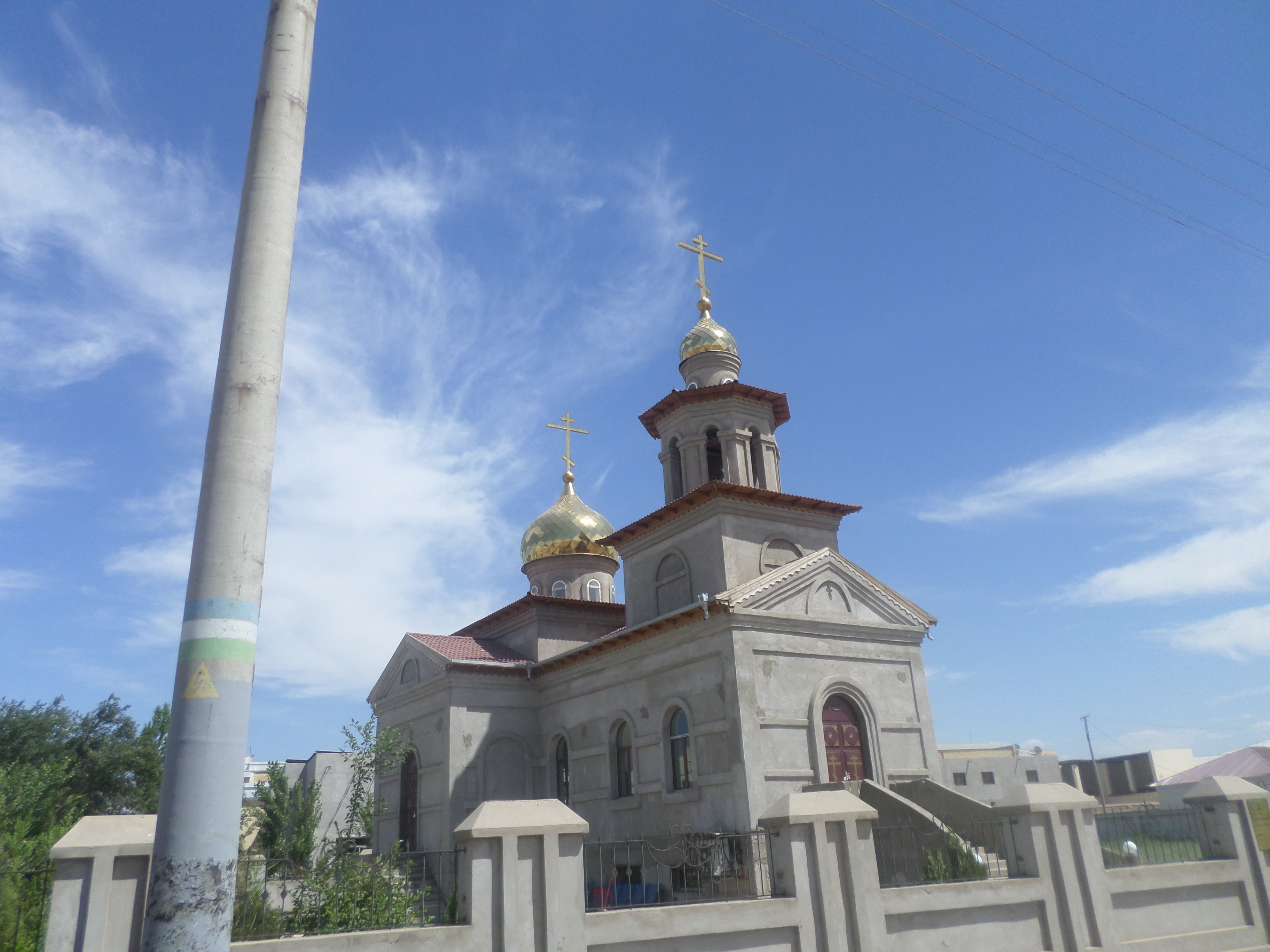
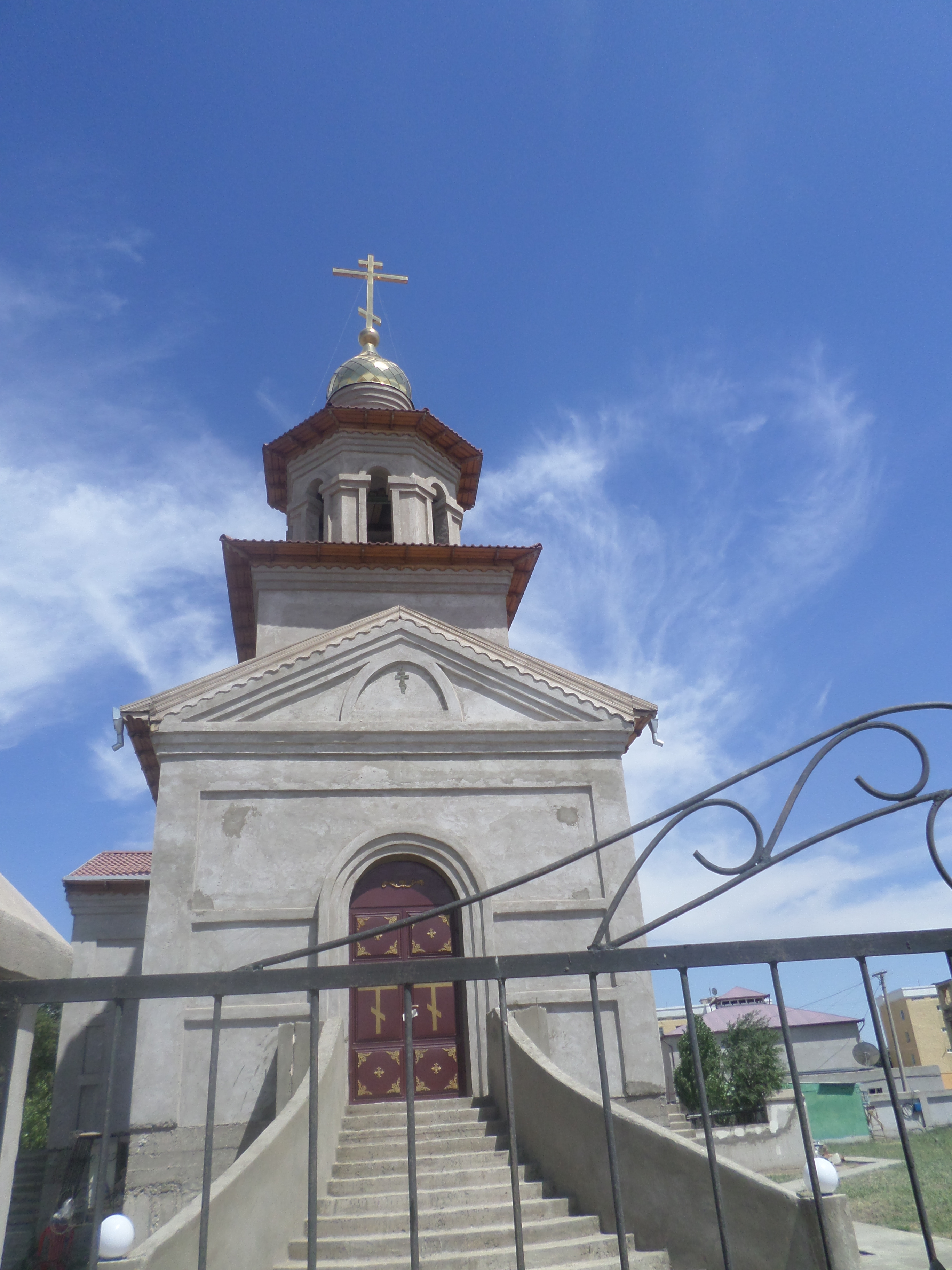